# Obesità a Nauru

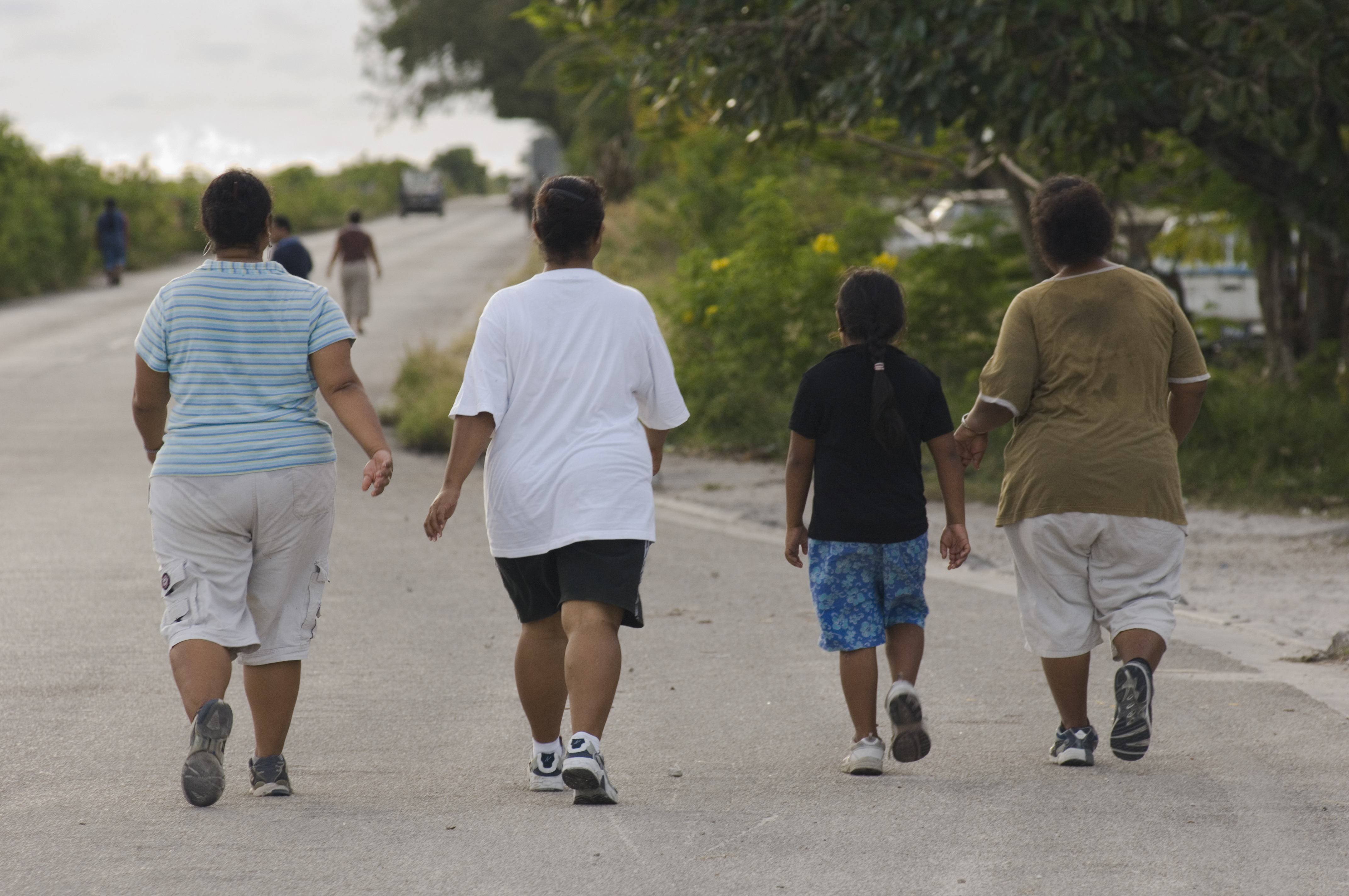
Quattro ragazze nauruane fanno attività camminando intorno all'aeroporto

L'obesità è una delle maggiori preoccupazioni per la salute della Repubblica di Nauru. Nel 2007 il sito della rivista Forbes ha riferito che, secondo l'ultima stima dell'Organizzazione mondiale della sanità (OMS), Nauru ha la più alta percentuale di abitanti in sovrappeso e obesi del mondo: il 94,5% dei cittadini è sovrappeso, il 71,7% è obeso (le definizioni di "sovrappeso" e "obesità" si basano sull'indice di massa corporea, o IMC).
Il peso corporeo medio tra i nauruani è stimato in circa 100 chilogrammi (220 libbre), con un IMC medio che va da 34 a 35.

## Cause

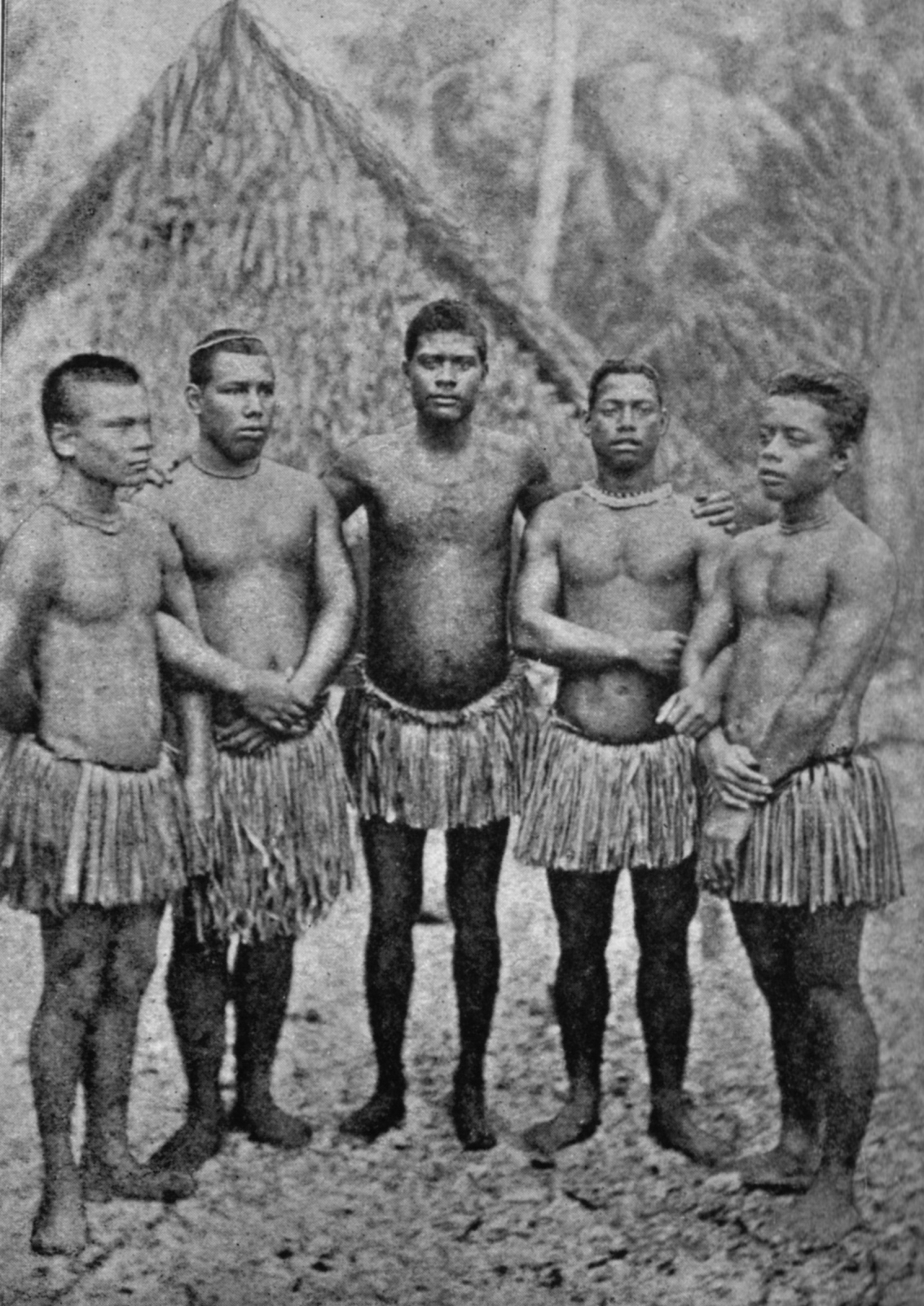
Cinque uomini nauruani, fotografati nel 1914: nessuno di loro è in sovrappeso

Prima che Nauru ottenesse l'indipendenza nel 1968, esisteva una cultura alimentare basata sulla pesca e sul giardinaggio. La dieta nauruana era quindi principalmente composta da pesci d'acqua salata, frutta, ortaggi a radice e noci di cocco. Secondo l'analisi di Takaaki Nishiyama, corrispondente dell'Asahi Shinbun, le fotografie in bianco e nero scattate durante questo periodo raffigurano uomini e donne snelli e in forma. Ma dopo che Nauru ottenne l'indipendenza, vi fu una grande crescita economica derivante dall'estrazione mineraria: i profitti furono distribuiti tra i cittadini e il reddito pro capite della nazione divenne molto alto.

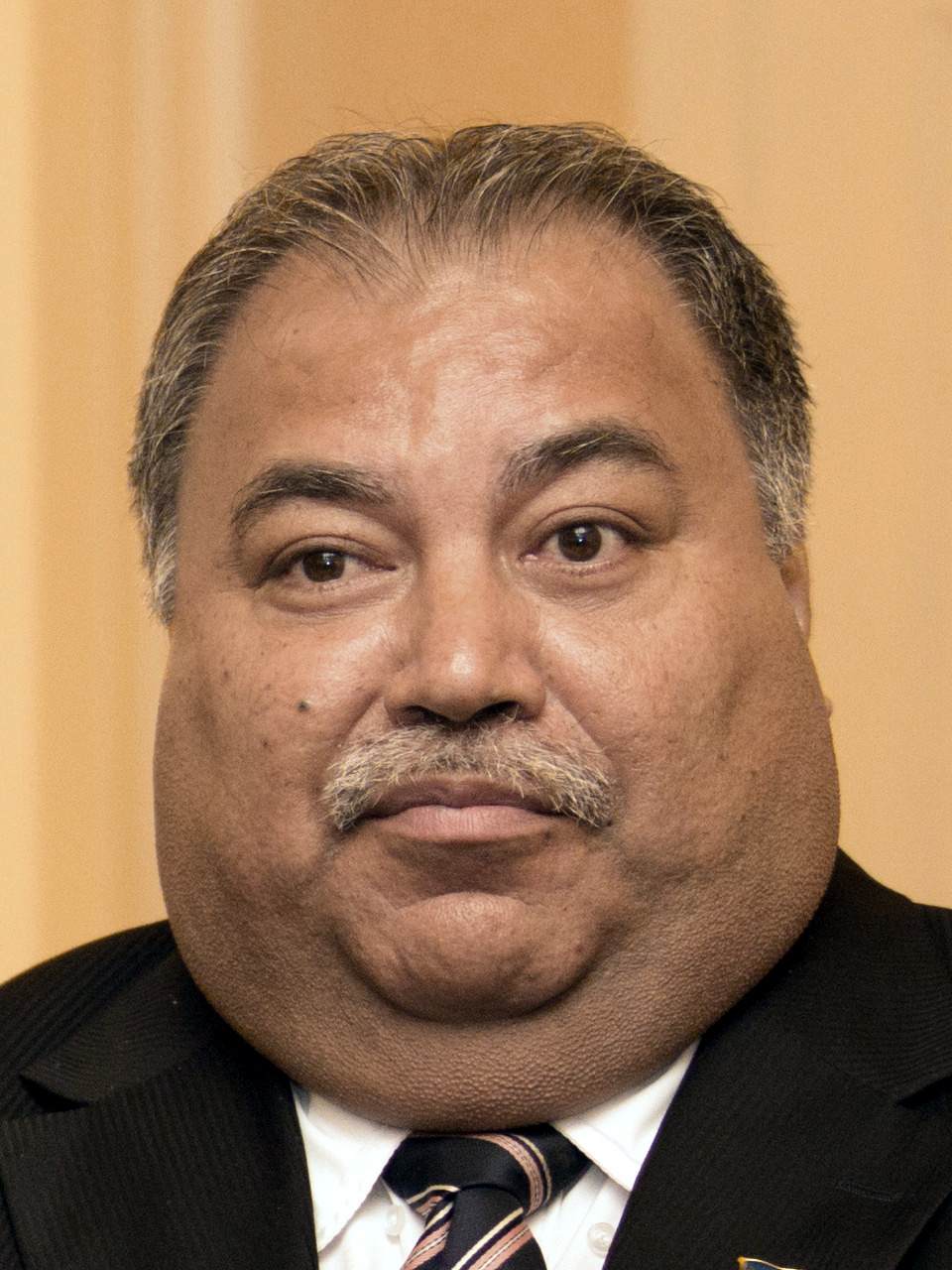
Baron Waqa

Di conseguenza, le persone iniziarono a lavorare meno e a muoversi meno. Nel corso del tempo, i minerali che hanno reso ricco il paese sono andati esaurendosi, causando il naufragio della nazione nei periodi di crisi economica. Secondo uno studio condotto dal governo di Nauru e dall'OMS, l'importazione di cibo occidentale ha significativamente intaccato l'originaria cultura gastronomica locale, essenzialmente basata su pesca e agricoltura. La dieta non salutare e lo stile di vita sedentario sempre più diffuso tra i nauruani a partire dagli anni 1980, hanno portato la popolazione autoctona ad avere "le peggiori condizioni di salute nella regione del Pacifico". 
Il 90% dell'area terrestre di Nauru è coperta da depositi di fosfato, che sono stati per lo più completamente estratti. La terra sottoposta ad attività mineraria non è più fertile: questo è il motivo per cui Nauru ha pochissimi terreni coltivabili e conta sull'importazione di alimenti complessi, ricchi di zuccheri e grassi, provenienti da grandi paesi oceanici come l'Australia e la Nuova Zelanda. La maggior parte, se non tutta, la dieta di Nauru è costituita da cibo spazzatura con un valore nutrizionale molto limitato.
Oltre alla dieta non salutare, alla mancanza di esercizio fisico e all'assenza di un'adeguata educazione sanitaria, l'atteggiamento culturale nei confronti dell'obesità ha svolto un ruolo importante nell'alto tasso di pinguetudine nel paese. Secondo il professore dell'Università del Queensland e ricercatore del Pacifico del Sud Clive Moore, l'obesità è ben vista a Nauru, in quanto considerata segno di ricchezza.

## Conseguenze
Come conseguenza degli alti tassi di obesità, Nauru ha il più alto tasso di diabete adulto nel mondo: l'International Diabetes Federation ha identificato il 31% dei Nauruani come diabetici (percentuale arriva al 45% per ciò che concerne la fascia d'età che va dai 55 ai 64 anni).
Le autorità sanitarie di Nauru hanno preso provvedimenti per curare l'obesità: alle persone viene detto di percorrere il perimetro di 4,8 km dell'aeroporto internazionale di Nauru. Le sessioni di allenamento e lo sport sono organizzate quotidianamente.